# Waldemar Font
Waldemar Font est un boxeur cubain né en 1960 à La Havane.

## Carrière
Sa carrière amateur est principalement marquée par un titre de champion du monde remporté en 1993 dans la catégorie poids mouches et par une médaille d'argent en 1997 en poids coqs.